# Jens Mathias Pram Kaurin
Jens Matthias Pram Kaurin (født 25. november 1804 i Laurdal, øvre Telemarken, død 6. juli 1863 i vestre Aker) var en norsk teolog.
Kaurin blev student 1822, cand. theol. 1826, residerende kapellan til Sigdal 1827 og 1833 sognepræst til Flesberg. I 1837 blev han lektor (1843 professor) i teologi ved universitetet, hvor han, uden at være nogen egentlig lærd eller for videnskabelig forskning anlagt mand, hævdede sin stilling som en anset og afholdt lærer i gammeltestamentlig eksegese (indtil Casparis ankomst) og til dels i dogmatik. Han var desuden en lang årrække stærkt optaget som medlem af den kongelige kommission af 1839, der besørgede nye omarbejdede udgaver af Luthers lille Katekismus og Pontoppidans Forklaring, i hvilket arbejde Kaurin havde den væsentligste del, medens det for største delen blev W. A. Wexels, som måtte holde for i den årelange fejde, der fremkaldtes ved den omarbejdede forklarings for kættersk ansete lære om Kristi nedfart til helvede og muligheden af en omvendelse efter døden; i striden deltog Kaurin selv med Nogle Ord til den norske Kirke (1846).
I 1849 blev han medlem af en kongelig kommission, som besørgede en ny oversættelse (1850) og en ny udgave i grundteksterne (1853) af den norske Kirkes symbolske bøger. 1842—61 deltog han i det af det norske Bibelselskab foranstaltede, 1890 afsluttede arbejde på en ny oversættelse af Gamle Testamente. I 1853 blev han sognepræst til Lier ved Drammen, 1858 biskop i Bergen. Den fromme og sygelige mand kom dog kun til at virke kort i embedet, da han allerede fra 1861 måtte søge tjenstledighed. Hans litterære virksomhed blev indskrænket til et indlæg i barnedåbsstriden 1857, nogle hyrdebreve og lejlighedsvis offentliggjorte prædikener.